# Центральноафриканські мангри
Центральноафриканські мангри (ідентифікатор WWF: AT1403) — афротропічний екорегіон мангрових лісів, розташований на узбережжі Гвінейської затоки в Західній та Центральній Африці, переважно на території Нігерії. Окрім того, що мангрові зарості є домом для багатьох диких тварин, вони також фільтрують воду та формують прибережні ґрунти, багаті на поживні речовини.

## Географія
Центральноафриканські мангри поширені на узбережжі Гвінейської затоки, в багатих на поживні речовини гирлах річок та лагунах. Найбільша ділянка центральноафриканських мангрів розташована в дельті Нігеру та в навколишніх районах нігерійського узбережжя. Також мангрові зарості зустрічаються у дельті річки Вольта в Гані, в дельті річки Кросс на кордоні Нігерії та Камеруну, в естуарії Вурі в Камеруні, в естуарії Муні на кордонії Екваторіальної Гвінеї та Габону, а також в гирлі Конго на кордоні Демократичної Республіки Конго та Анголи.

## Клімат
Центральноафриканські мангри процвітають у вологому і теплому кліматі, хоча на узбережжі Анголи клімат більш помірний. На узбережжі Конго росту мангрових заростей перешкоджає холодна Бенгельська течія, однак в гирлі Конго, де теплі річкові води протидіють холодним водам цієї течії, мангри можуть рости. Середньорічна кількість опадів коливається від 750 мм в Анголі до 6000 мм в Камеруні. У Гані та західній частині Нігерії мангрові зарості переважно зустрічаються у великих лагунах. Протягом сухого сезону, коли кількість опадів менша, а сток прісної води недостатній для протидії океанічному впливу, ці лагуни слабо сполучаються з океаном. На решті території екорегіону мангрові зарості переважно зустрічаються в гирлах річок. Річка Нігер на своєму піку в середині жовтня скидає в океан до 21 800 м³ води за секунду. Обсяг твердого стоку річки Нігер оцінюється у 20 млн м³ на рік. Його більша частина накопичується в мангрових болотах. Річкові наноси та ерозія русла створили в гирлі Нігеру систему річкових рукавів, боліт та бар'єрних островів.
Ключовими факторами, які впливають на мангри, є річкові повені та амплітуда припливів. Амплітуда припливів зростає із заходу на схід, досягаючи максимуму 2,8 м у східній Нігерії. Потужні припливи дозволяють океанічній воді проникати вглиб континенту по річкам на відстань до 40-45 км. Великий сток прісної води створює зону низької солоності в прибережних районах, де коливання солоності становить 0-0,5 % протягом сезону дощів та 30-35 % протягом сухого сезону. Далі на південь у Камеруні середньорічна кількість опадів досягає 6000 мм, однак там вона є дуже мінливою та залежить від рельєфу прибережних районів. Високий сток прісної води разом із конвергенцією Гвінейської течії, Бенгельської течії та екваторіальної глибинної течії створюють "скупчення" води, що призводить до підвищення середнього рівня моря на 1,2 м та створює незвичайну модель циркуляції. Це також призводить до утворення піщаних кос і відкладення великої кількості осаду в гирлах естуаріїв.

## Флора і фауна
В центральноафриканських манграх переважають п'ять видів мангрових дерев: червоні мангри (Rhizophora mangle), розгалужені мангри (Rhizophora racemosa), мангри Гаррісона (Rhizophora harrisonii), чорні мангри (Avicennia germinans) та білі мангри (Laguncularia racemosa), а також інтродуковані з Азії пальми ніпа (Nypa fruticans). У відкритих лагунах переважають розгалужені мангри, а у закритих  — чорні мангри. Мангрові дерева можуть досягати 45 метрів у висоту.
Мангрові болота є важливим середовищем проживання для різноманітних молюсків, креветок, риб, птахів і ссавців. Тут зустрічаються африканські ламантини (Trichechus senegalensis), африканські трионікси (Trionyx triunguis), а в дельті Нігеру — карликові бегемоти (Choeropsis liberiensis heslopi). По гілках мангрових дерев пересуваються мавпи Склейтера (Cercopithecus sclateri) та ангольські талапоїни (Miopithecus talapoin). В озерах, річках та заплавах на периферії мангрових заростей зустрічаються звичайні бегемоти (Hippopotamus amphibius) та західноафриканські крокодили (Crocodylus suchus). Влітку регіон відвідують щонайменше п'ять видів морських черепах — шкірясті черепахи (Dermochelys coriacea), довгоголові морські черепахи (Caretta caretta), оливкові черепахи (Lepidochelys olivacea), бісси (Eretmochelys imbricata) та зелені черепахи (Chelonia mydas). Мангрові зарості та водно-болотні угіддя регіону приваблюють різноманітних перелітних птахів, які використовують їх як місця зимівлі. Також в регіоні гніздяться деякі види птахів, такі як мангрові чаплі (Butorides striata) та африканські баклани (Microcarbo africanus).
Мангрові зарості є важливими для багатьох видів риб, що зустрічаються переважно в прилеглих середовищах існування, але які залежать від мангрів протягом частини свого життєвого циклу. Дельта Нігеру забезпечує розмноження та нерест для 48 видів пелагічних риб з 38 родин. Серед цих риб слід відзначити бонгу (Ethmalosa fimbriata), дрібнозубу пеллонулу (Pellonula leonensis), західноафриканську ілішу (Ilisha africana), мадейрську сардинку (Sardinella maderensis), стрічкоподібного саргана (Ablennes hians), сенегальську стронгілуру (Strongylura senegalensis), атлантичного тарпона (Megalops atlanticus), африканського напіврила (Hyporhamphus picarti), західноафриканського елопа (Elops lacerate), сенегальського елопа (Elops senegalensis) та альбулу (Albula vulpes).

## Збереження
Нігерія є найбільш густонаселеною країною Африки, внаслідок чого на найбільші залишки мангрів, цих родючих прибережних екосистем, знайснюється постійний тиск. Багато мангрових лісів були знищені, а на їх місці виникли міста та промислові об'єкти, такі як нафтопереробні заводи в дельті Нігеру, які також спричинили забруднення річок та боліт. Серед інших міст, розташованих на місці, де колись були поширені мангри, слід відзначити Лагос у Нігерії та Дуалу в Камеруні. Також на екорегіон здійснює тиск видобування солі та сільське господарство. Однак мангрові зарості є стійким середовищем існування, і невеликі ізольовані скупчення мангрів досі широко зустрічаються по всьому узбережжю Західної та Центральної Африки.
Оцінка 2017 року показала, що 7261 км², або 26 % екорегіону, є заповідними територіями. Природоохоронні території включають: Національний парк Дуала-Едеа в Камеруні, Національний парк Монте-Ален в Екваторіальній Гвінеї, Національний парк Аканда та Національний парк Пангара в Габоні, а також Мангровий Національний парк в Демократичній Республіці Конго. Крім того, в екорегіоні розташовані кілька Рамсарських водно-болотних угідь, зокрема лагуни Сонгор та Кета в Гані.